# بوشنوية لبدية
بوشنوية لبدية (الاسم العلمي:Buchenavia tomentosa) هي نوع من النباتات يتبع جنس البوشنوية من الفصيلة القمبريطية.